# Eriophora decorosa
Eriophora decorosa är en spindelart som först beskrevs av Arthur Urquhart 1894.  Eriophora decorosa ingår i släktet Eriophora och familjen hjulspindlar. Inga underarter finns listade i Catalogue of Life.